# آل حارم
آل حارم: إِحدى قبائل منطقة بارق المعروفة اليوم، تقع ديارها جنوب بارق على مسافة 12 أميال، وهي قبيلة بدوية حلَّت في أراضٍ آل جبلي، آل موسى بن علي وآل دريب. وكانت في عصر ما قبل الدولة السعودية الثالثة قبيلة مرتحلة في غرب بارق الأقصى. 
ينقسم آل حارم إلى قسمين، هما: المشاحكة والمعربة، وتقع منازلهم على ضفاف أودية:المصبح، بقرة، الغيل، عمساء، وكل مياه أرضهم في حلي، وهم في أراضٍ متسعة وسط روافد حلي. يحد بلادهم آل دريب جنوباً، وشمالاً آل جبلي، وشرقاً بللسمر وبني شهر، وغرباً قبائل: آل موسى بن علي، آل جبلي والطحاحين.
كان يعيش آل حارم في الخيام أو بيوت من القماش وتدعى مخادر، في فترة من السنة، ثم كانوا يتركونها إذا انتقلوا إلى مكان آخر بحثاً عن المرعى. وكانوا يعيشون على تربية الأبل والماعز، لكن تغيرت هذه المظاهر الآن بسبب تأثرهم بما يحدث في باقي المنطقة. وهي اليوم حاضرة تنخت في أماكن ثابتة ومالت إلى حياة الحضارة، ومن الجدير بالملاحظة أن مهنة الرعي التي كانت تعتبر أهم حرف السكان أخذت في الانكماش.

## النسب
ذكرهم دليل العرب لدائرة استخبارات وزارة البحرية البريطانية (1916م): من فروع قبيلة حميضة الرحل،  وتشير بعض المصادر الحديثة بلادهم بحميضة، وهي من بارق. في الربع الآخير من القرن الرابع عشر الهجري، تحالف آل حارم مع بني شهر حتى صاروا يعدون منها وأهملوا نسبهم الأصلي، وداعيتهم الشهري حلفاً لا نسبا. وتنقسم هذه القبيلة إلى قسمين هما:

### المشحكة
المشحكة، وتنطوي على الأفخاذ الآتية:
| آل علي بن أحمد |

| آل البقوة |

| المجبرة |

| آل يحيى |

### المعربة
المعربة، وتنطوي على الأفخاذ الآتية:
| القوابرة |

| الجعافرة |

## بلاد آل حارم

### القرى
بلغ عدد قراهم 30 ويقدر عدد أفرداها 5000 آلاف نسمة، أي بمعدل 165 فرداً للقرية الواحدة، وهم يشكلون أكثر من ثلث سكان مركز ثلوث المنظر بمحافظة بارق. ومن أهم هذه القرى: المربع وهي حاضرة أفخاذ وادي المصبح، ولأهلها صيت في الكرم، وبها مرافق تعليمية، وعدة متاجر. وعمساء وهي حاضرة أفخاذ وادي بقرة وماحولها، وتشهد هذه القرية تطوراً حضارياً ملحوظاً، وبها مرافق تعليمية للبنات، كما بها حديقة عامة وبعض المرافق الخدمية.
| القرية                                    | الوصف | الإحداثيات        |
| ----------------------------------------- | --- | ----------------- |
| البَيْضَاءُ                                   | - من البياض ضِدُّ السوداءِ، بباء موحدة ثم ياء مثناة ساكنة ثم ضاد معجمة مفتوحة، ثم ألف -: تقع بوادي عمساء في الجهة الشمالية منه، وفي شمالي قرية عمساء على مسافة كيل. يقدر سكانها بنحو مئة نسمة، وهي أقصى قراهم في الشمال الغربي. | 18°48'11 41°59'59 |
| البَعْضاء                                   | - بفتح الباء وإسكان العين، وأرضُ بَعْضا، أي: كثيرة البعوض -: تقع بوادي بقرة في الجهة الغربية منه، جوار الدغر من الجنوب، شرق عمساء، وشمال كيلة على مسافة كيل تقريباً. يقطنها أكثر من مئة نسمة تقريباً. | 18°48'16 42°1'38  |
| الحَبِيْل                                    | - بفتح الحاء المهملة وكسر الموحدة وإسكان المثناة التحتية وآخره لام -: تقع بوادي الغاسا في الجهة الجنوبية منه، شرقي حديدة، وشمال هيزعة على مسافة نصف كيل تقريباً. هذا وكثيراً ما يرد اسم الحبيل في كافة القبائل، ومعناه أن هذا الموضع كان مقراً لوضع منتجاتهم الزراعية ثم تركم في صفة البناء وتربط بالحبال. | 18°42'37 42°0'6   |
| حَديدة                                     | - بلفظ مؤنث الحديد المعروف -: تقع بوادي الغاسا في الجهة الجنوبية منه، غربي الحبيل، وشمال المربع على مسافة كيل تقريباً. يقدر سكانها بنحو مئة نسمة تقريباً. | 18°42'50 41°59'32 |
| الحِصْن                                     | - بلفظ الحصن الذي يتحصن فيه -: تقع بوادي المصبح في الجهة الشمالية منه، وشرقي المربع على مسافة نصف كيل. يقال لها أيضاً "ظَّهْرة الحِصْن"، والظَّهْرة من الأرض ما غَلُظ منها وارتفع، وهي قارة بارزة تبدو من بعيد كحصن. ويبلغ سكانها مئة نسمة. | 18°42'11 41°59'49 |
| الحِفْياء                                   | - بحاء مهملة مكسورة ثم فاء موحدة ساكنة، فعلاء من الحفا -: قرية من قرى الشاجن، تقع في غربي المعوط، وجنوب الخريق على مسافة نصف كيل تقريباً. | 18°45'20 41°58'46 |
| الحَمْراءُ                                   | - بفتح الحاء وسكون الميم وفتح الراء المهملة فألف وهمزة - قرية صغيرة، تقع على ضفة وادي بقرة من الجنوب، في غربي الصَّوْمَعَة على مسافة كيل تقريباً. وهي في الأصل هضبة حمراء اللون ليس فيها ماء ولا زراعة، بطرف جبل الصلبة من الشمال. | 18°46'33 41°59'50 |
| الخَرِيق                                    | - بفتح المعجمة وبعد الراء المهملة مثناة، والخَرِيق مسيل الماء الذي ليس بقعير ولا يخلو من شجرٍ: قرية من قرى الشاجن، تقع في غربي القرايا، وشمال الحفياء على مسافة نصف كيل. | 18°45'41 41°58'22 |
| الخِلْفَة                                    | - بفتح الخاء واسكان اللام وفتح الفاء بعدها هاء -: تقع في شرقي المروة على مسافة كيلين تقريباً، وجوار قرية القيصم. يقطنها نحو مئتي نسمة تقريباً، وهي أقصى قراهم في الجنوب الشرقي. جاء عنها في معجم الجزيرة العربية (1970)م: «الخلفة: 18°40'50, 42°03'57. قرية في إمارة محايل الفرعية التابعة لإمارة منطقة أبها. تقع على أرتفاع 534 متراً فوق مستوى سطح البحر، ويقطنها من 250 إلى 500 نسمة. ترتبط مع الطريق (أبها/جازان - جدة) الرئيسي بدرب متموج سيئ إلى لا بأس به، طوله 12,5. | 18°41'31 42°4'17  |
| الخَلِيْفة                                   | - بالفتح وكسر اللام وإسكان المثناة التحتية بعدها فاء - من قرى الشاجن، تقع بوادي بقرة في الجهة الجنوبية منه، على السفح الشرقي من جبل الخَلِيْفة، وفي غربي الخريق على مسافة كيل تقريباً. | 18°45'57 41°57'47 |
| الدَّغرَ                                     | - بتشديد أوله، وفتح آخره، والدَّغرَ الأرض الحسناء كثيرة النبات -: تقع بوادي بقرة في الجهة الغربية منه، شرقي الكاربة من بلاد آل موسى بن علي، وجنوب القوافل على مسافة كيل ونصف تقريباً. يبلغ سكانها ثلاثمائة نسمة. | 18°48'51 42°1'19  |
| الدَّشُّة                                     | - بفتح الدال وتشديد الشين المعجمة -: تقع بوادي المصبح في الجهة الشمالية منه، في جنوبي هيزعة، غرب الفرعة، وشرق القَهْبَاء وتجاورها. بلغ سكانها مئة نسمة. | 18°42'5 42°0'30   |
| الشَّاجِن                                    | - بتشديد الشين وكسر الجيم، وهي في اللغة أعلى الوادي، أو الطريق فيه، وجمعها شواجن: اسم يطلق على مجموعة من القرى الصغيرة، تقع جنوب بارق بمسافة اثنان وعشرون كيلاً تقريباً. والشاجن في الأصل شِّعْب ينبع من جنوب قرية الحفياء، وتسيل مياهه في وادي الغاسا. يقدر سكان هذه القرى بنحو ثلاثمائة نسمة تقريباً. وتشمل تحت هذا الاسم القرى الآتية: \| 1. الحفياء 2. الخريق 3. العقيق 4. القرايا \| 5. الصليات 6. خليفة 7. المعوط \| | 18°45'51 41°59'2  |
| الصَّلْبَة                                    | - بفتح الصاد المشددة وسكون اللام وفتح الباء، والصلبة: الشديد الغليظ من الأرض -: بيوتات متناثرة على سفح جبل الصَّلْبَة الغربي بامتداد خمسة أكيال، مابين وادي قسا شمالاً وعلو وادي الغاسا جنوباً. ويقطن هذي المنطقة نحو مئتي نسمة. | 18°46'3 41°58'32  |
| الصِلْيَات                                   | - بكسر الصاد وإسكان اللام، حجر أملس يستخدم عندهم في الدفن، ويقال للمقابر صِلْيَات نسبة لهذا الحجر -: من قرى الشاجن، تقع بوادي بقرة في الجهة الشمالية منه. وهي قرية صغيرة لم تنشأ إلا بعد الألفية الثالثة، وهي ببلاد آل جبلي. | 18°46'32 41°58'4  |
| الصَّوْمَعَة                                   | قرية زراعية صغيرة، تقع على ضفة وادي بقرة من الجنوب، في شرقي الحمراء، وغرب عمقة على مسافة كيل ونصف. أخذت القرية اسمها من اسم الجبل الذي تقع شرقه والذي شبهه السكان المحليين بالصومعة. | 18°46'52 42°0'41  |
| العَقِيْق                                    | - بفتح العين وكسر القاف وإسكان الياء فقاف، والمراد بالعقيق أصلاً الأرض يعقها السيل فيصيرها وادياً - من قرى الشاجن، تقع في شرقي المعوط على مسافة نصف كيل تقريباً، ويمر طريق جدة إلى الجنوب من شرق هذه القرية. | 18°45'55 41°59'13 |
| عَمْساء                                     | - بفتح العين وسكون الميم، وعندهم العَمْساء مرادف السوداءِ وضِدُّ البيضاء-: من أهم القرى، تقع بجنوب بارق بمسافة عشرون كيلاً، وفي الجهة الشمالية من وادي بقرة. بها مرافق تعليمية، حديقة عامة، وعِدة دكاكين تجارية. يقطنها أربعمائة نسمة تقريباً، ويتبع لها مجموعة من القرى الصغيرة. | 18°47'23 42° 0'25 |
| عَمْقة                                      | - بفتح أوله، وسكون ثانيه، وآخره تاء مربوطة، عمق الشيء ومعقه - قعره، والعمقة المطمئن من الأراضي : اسم يطلق على مجموعة من القرى، تقع بوادي الغيل في الجهة الجنوبية منه، في شرقي الصومعة، وشمال الحرائق على مسافة كيل. يبلغ سكانها ثلاثمائة نسمة تقريباً، ومن مشتملاتها في التعداد: الصومعة والحمراء. | 18°47'1 42°1'43   |
| الْفْجُور                                    | - بإسكان الفاء فجيم مضمومة فواو ساكنة ثم راء في آخره - على صيغة جمع الفجر عندهم بمعنى الفجور وهو الماء المنفجر: تقع بوادي بقرة في الجهة الشرقية منه، وهي أقصى قراهم في الشمال الشرقي. يقدر سكانها بنحو مئتي نسمة. | 18°48'42 42°2'36  |
| الفَرْعَةُ                                    | - أوله فاء موحدة مفتوحة ثم راء مهملة ساكنة بعدها عين مهملة مفتوحة، وآخره هاء -: تقع بوادي المصبح في الجهة الشمالية منه، في شرقي الدشة علي مسافة كيلين تقريباً. يبلغ سكانها مئة نسمة. وسميت بهذا الاسم نسبة إلى موقعها في فرع الوادي وهو أعلاه. | 18°41'52 42°1'30  |
| الْقَرَأيَا                                   | - على لفظ جمع قرية بلغة العامة -: قرية من قرى الشاجن ، تقع بوادي بقرة في الجهة الجنوبية منه، في شرقي الخريق، وشمال المعوط. | 18°46'3 41°58'32  |
| القَصِيْمُ                                    | - بفتح القاف وكسر الصاد المهملة واسكان الياء المهملة التحتية وآخره ميم ، والقصيم رمل ينبت الغضا والأرطى -: تقع في شرقي المروة، وغرب الخلفة وتجاروها. يقطنها نحو مئتي نسمة تقريباً. | 18°41'31 42° 3'53 |
| القَهْبَاء                                   | - بفتح أوله وسكون الهاء، والأقهب لون بين البياض والكُدْرة -: تقع بوادي المصبح في الجهة الشمالية منه، وغربي الدشة ويفصل بينهما صخرة كبيرة قَهْبَاء اللون. يقطنها نحو مئتي نسمة تقريباً. | 18°42'0 42°0'12   |
| القَوَافِل                                   | - بفتح القاف ممدودة وكسر الفاء -: قرية كبيرة، تقع بجنوب شرق بارق بمسافة ثمانية عشر كيلاً. وفي الطرف الشرقي من رهوة السحر الفاصلة بين بلاد آل موسى بن علي والمعربة. يقدر سكانها بنحو أربعمائة نسمة، ويتبعها عِدة قرى صغيرة. وهي الطريق المؤدي إلى سوق الأحد، على نظام القوافل القديم، ومن هنا جاءت التسمية. | 18°49'54 42°2'11  |
| الكيَّلة                                    | يقال لها أيضاً الحَصَاحِص - مبالغة تصغير حَصَاة - وهي صغار الحجارة: تقع في الجهة الشرقية من مصْب وادي الغيل في وادي بقرة. وتعتبر الحد الفاصل بين المعربة من آل حارم وبني شهر. ويقطنها نحو مئتي نسمة تقريباً. | 18°47'40 42°1'56  |
| المَرْبَع                                    | - بفتح أوله، وسكون ثانيه ثم باء موحدة مفتوحة وعين مهملة - على لفظ الوصف بالتربيع المقابل للتدوير: قرية كبيرة، تقع بين واديي الغاسا والمصبح، على مسافة خمسة وعشرون كيلاً جنوب بارق، وهي أقصى قراهم في الجنوب الغربي. بلغ سكانها سبعمائة نسمة. | 18°42'21 41°58'53 |
| المَرْوَةُ                                    | - بفتح الميم وسكون الراء وفتح الواو فهاء، بلفظ واحدة المرو، والمرو الحجارة البيضاء وهو حجر الكوارتز -: قرية كبيرة، تقع عند التقاء كبار أودية المنطقة: فرشاط، المخاضة، والريش، ومن هذه القرية يبدأ وادي المصبح. بلغ سكانها أربعمائة نسمة. جاء عنها في معجم الجزيرة العربية (1970)م: «المَرْوَةُ : 18°40'57, 42°02'44. قرية في إمارة محايل الفرعية التابعة لإمارة منطقة أبها. تقع على أرتفاع 472 متراً فوق مستوى سطح البحر، ويقطنها من 250 إلى 500 نسمة. ترتبط مع الطريق (أبها/جازان - جدة) الرئيسي بدرب متموج سيئ إلى لا بأس به، طوله 11 كم، ولكن يحتاج الشخص إلى 1,3 ساعة مشياً؛ للوصول من القرية إلى ذلك الدرب . | 18°41'22 42°3'13  |
| المَعْوط                                    | - بفتح الميم وسكون العين، وأَرضٌ مَعْطاء ومَعْوط، أي: لا نبت بها-: من قرى الشاجن، تقع في غربي العقيق، شرق الحفياء، وجنوب القرايا وتجاورها. | 18°45'47 41°58'52 |
| المَفَازَة                                   | - بفتح الميم والفاء - وهي الأرض التي لا نبات فيها، وسميت مَفَازَة تفاؤلاً بالفوز، أي النجاة : تقع بوادي المصبح في الجهة الشمالية منه، جنوبي الفرعة، وشرق المروة على مسافة كيل تقريباً. يقطنها نحو مئة نسمة تقريباً. | 18°41'36 42°2'16  |
| هَيزَعة                                     | - اسم علم مؤنث محلي -: تقع في جنوبي الحبيل، شرق ظهرة الحصن، وشمال الدشة وتجاروها. يقدر سكانها بنحو مئة نسمة تقريباً. | 18°42'16 42°0'24  |
| 1. الحفياء 2. الخريق 3. العقيق 4. القرايا | 5. الصليات 6. خليفة 7. المعوط |                   |

### الأودية
| الوادي      | الوصف | الإحداثيات        |
| ----------- | --- | ----------------- |
| وادي بَقْرِة   | - بفتح الباء وإسكان القاف بعدها راء مهملة فهاء -: يعتبر أهم وديان الجزيرة العربية، وأكثرها طولاً وأعظمها روافدا وأضخمها صبيباً وأهمها سيولاً. ينحدر بقْرة من أعالي جبال السروات، ومن أهم روافدة أودية: العرضي، الحيا، والغيل، وبعد مصب وادي الغيل يصبح وادي بقرة دائم الجريان. وتنتشر قرى آل حارم في الجهة الجنوبيه منه، وهو حالياً يمثل الحد الفاصل بينهم وبين آل جبلي. قال كيناهان كورنواليس: «المنظر قرية صغيرة، ثم تقطع الطريق منطقة بارق وبلاد آل موسى بن علي تمتد على جانب وادي بقرة عبر أراضي زراعية». وقال الهمداني (336 هـ): «بلاد بَارِق من غَوْر السَّرَاة وهي: بقْرة والملصة وسْران». وجاء في دليل العرب لدائرة استخبارات وزارة البحرية البريطانية (1916م):«وادي بقرة: يمثل الحد الفاصل بين آل دريب وآل جبلي، وهو دائم الجريان.» وفيه من القرى لآل حارم: الفجور، القوافل، الدغر، البعضاء، عمساء، القرايا، الخليفة، والصليات. | 18°46'33 41°59'13 |
| وادي قَسَا    | - بالفتح والقصر - منقول عن الفعل الماضي من قسا يقسو ، قسوة وهو الصلابة في كل شيء -: ينحدر من غربي جبل الصلبة، ويقع إلى الشرق من قرى الشاجن على مسافة كيل تقريباً، يلتقي مع وادي الغاسا ثم يسيلا في وادي المصبح. وشرقي هذا الوادي بيوت متناثرة، وليس به زراعة وهو شبه عاري من النبات. | 18°44'8 41°59'47  |
| وادي عمساء  | - بفتح العين وسكون الميم -: ينبع من غربي جبل البداع، وتسيل مياهه في وادي جبال ثم وادي بقرة. وفيه قريتان، هما: البيضاء وعمساء. | 18°48'9 41°58'56  |
| وادي الغَاسَّا | - بالفتح - وغاس الشيء انحدر في الأَرض، والغاسا عندهم هو مستنقع الماء الذي يظل طويلاً ويخصصونه للماء المتخلف من السيل في الغالب - : يتكون من رافدين كبيرين ، أحدهما ينحدر من جبل الحفاظ يدعى أبو حدق ، والثاني ينحدر من جبل ضرم يدعى خوران، يلتقي هذان الواديان ليكونا وادي مغاسا، ويتجه الوادي غرباً ما بين المصبح شمالاً وسلسلة جبال الصلبة جنوباً حيث ترفده مياه جبل الصلبة ومنها: وادي قسا، ويأخذ بالإنعطاف جنوباً حتى يصب في وادي المصبح. | 18°43'13 41°59'30 |
| وادي الغَيْل  | - بفتح الغين المعجمة وباء ساكنة ثم لام -: وهو أحد أخصب أودية أصدار السراة، وفيه بعض النخيل، وينحدر من أودية: نطعان، رحب، قرب، الدماء، ويسيل في وادي بقرة. وتقوم على أطرافه القرى الآتية: قرى عمقة، الكيلة، القصبة. | 18°47'29 42°1'52  |
| وادي المصَبَّح | - بفتح الميم والصاد المهملة بعده ياء موحدة وآخره حاء مهملة -: يعد من أخصب وأهم أودية حوض حلي الأعلى. ينحدر من أودية: المخاضة، فرشاط، والريش، ويبدأ بالتحديد في جنوبي قرية المروة. يلتقي بمياه الشاجن والغاسا ثم يسيل في وادي حلي. وفي هذا الوادي ستة قرى هي اعتباراً من علوّه إلى مصبّه: المروة، المفازة، الفرعة، الدش، القهباء، والمربع. | 18°41'0 42°2'51   |

### هوامش
1. ↑  تحالف القبائل وتكتلها راجع إلى عوامل المصلحة الخاصة والمنافع السياسية، وهي تتغير دومًا بتغير المصالح. ولهذا التغير فعل قوي في تكوين الأنساب وفي نشوئها، إذ تتبدل وتتغير الأنساب تبعًا لذلك التغير، ومن ثَمَّ فلا يمكن الاعتماد على الأنساب الكبرى، التي دونها علماء النسب وجمعوها في مجموعات، وشجروها حفدة وآباء وأجدادًا.
2. ↑  في الحقيقة أن هذا الجبل جزء من جبل الصلبة، لكنه يتفرد بقمته، لذلك يعده الأهالي جبل منفرد.